# Amira Willighagen
Amira Willighagen (* 27. März 2004 in Nijmegen) ist eine niederländisch-südafrikanische Nachwuchssängerin im Klassik- und Pop-Bereich mit Wohnsitz in Potchefstroom, Südafrika.

## Werdegang
Willighagen gelangte im Jahr 2013 zu Bekanntheit, als sie als Neunjährige mit der Arie Nessun dorma an der Talentshow Holland’s Got Talent teilnahm und diese auch gewann. Mit ihrer Interpretation der Arie O mio babbino caro aus Giacomo Puccinis Oper Gianni Schicchi begeisterte Willighagen schon in den Auditions sowohl die Jury als auch das Publikum. In diesem Rahmen erklärte Willighagen, dass sie noch nie Gesangsunterricht erhalten und sich selbst den klassischen Operngesang mithilfe von YouTube-Videos beigebracht habe.
Nach ihrem Talentshowsieg wurde Willighagen vor allem vom Boulevard als neues „Opernwunderkind“ gefeiert. Sie wurde vom Klassiklabel Sony Masterworks unter Vertrag genommen und zunächst von ihrem Vater Gerrit Willighagen gemanagt. Dabei lag und liegt der Fokus stets auf der Vermarktung Willighagens als „world class artist“ und „the netherlands most promising opera talent“.
Im Februar 2014 nahm Willighagen in England ihr Debütalbum Amira auf. Am 28. März 2014 erschien es in ihrer niederländischen Heimat, wo es direkt auf Platz eins der Charts einstieg und innerhalb von zwei Wochen den Goldstatus für 10.000 verkaufte oder heruntergeladene Exemplare erreichte. Insgesamt hielt es sich zwölf Wochen lang in den NL-Top100-Albumcharts. Im April erschien ihr Erstling in England und am 30. Mai in Deutschland, verfehlte in beiden Ländern jedoch jeweils klar die Top 100 Album-Charts.
Im Vorfeld sowie im Zuge der Studioaufnahmen zum Album wurde Willighagen erstmals von einer Gesangslehrerin unterstützt. Dabei handelte es sich um die Gesangsstudentin und Kinderchorleiterin Maike van der Wiel. Wie Willighagen selbst in einer Dokumentation des holländischen Lokalsenders TV Gelderland mitteilte, endete im Jahr 2016 die Zusammenarbeit mit einer Gesangslehrerin, nachdem diese sich besorgt über das anstrengende Klassikrepertoire der damals Zwölfjährigen geäußert und ihr zu altersgerechten Stücken geraten hatte.
Willighagen trat vor allem als Gastinterpretin auf Eröffnungs- und Charitygalas, auf Festivals und zu Festivitäten im privaten Bereich auf. Der große Durchbruch blieb ihr jedoch versagt.
Im August 2015 nahm Willighagen ihr zweites Studioalbum auf, das in Deutschland am 20. November 2015 unter dem Titel Merry Christmas erschienen ist. Für die Aufnahmen stellte die Plattenfirma Sony eine klassikerfahrene Gesangslehrerin zur Verfügung. Dennoch fiel die Resonanz auf den Zweitling wesentlich verhaltener aus als noch beim Debüt. In den niederländischen Albumcharts stieg Merry Christmas nur auf Platz 69 ein, rutschte dann bis auf Platz 84 ab und hielt sich anschließend im Zuge des Weihnachtsgeschäftes insgesamt sieben Wochen lang in den Top 100. In den belgischen Charts erreichte es gar nur Platz 200.
Ihr drittes Album „With all my Heart“ erschien am 2. März 2018 zunächst in Südafrika. Seit Ende Mai ist es u. a. in Deutschland sowie seit Juli auch in den USA im Download erhältlich.

## Rückschläge und Neuanfang in Südafrika
2016 kam die Karriere Willighagens ins Stottern. Nach der Trennung von ihrer Gesangslehrerin blieb sie monatelang ohne Stimmtraining. Eine seit 2015 geplante Konzerttournee durch die USA wurde immer wieder verschoben und schließlich abgesagt. Unter dem Einfluss ihrer südafrikanischen Mutter Frieda Brand verlagerte Willighagen ihren Schaffensfokus zusehends nach Südafrika. Zu Jahresbeginn 2017 endete die Zusammenarbeit mit Sony Masterworks. Mitte des Jahres 2017 wurde über ihre Homepage bekanntgegeben, dass Willighagen von der Produktionsfirma der national erfolgreichen Popmusiker Ewald und Arnold Coleske – Coleske Artists – unter Vertrag genommen wurde, die sie unter dem Künstlernamen „Amira“ vermarkten. Gleichzeitig wurde noch für das gleiche Jahr ihr drittes Album With all my heart angekündigt. Die Veröffentlichung wurde jedoch auf das erste Quartal 2018 verschoben.
Anfang März 2018 erschien With all my Heart zunächst auf dem südafrikanischen Markt, verfehlte jedoch die top-100-Album-Charts. Mit diesem Album weicht Willighagen erstmals vom zuvor ausschließlich verfolgten Opern-Kurs ab. Es enthält vorrangig Stücke aus dem Pop- und Classical-Crossover-Bereich sowie einige Live-Aufnahmen aus der 2017er-Auflage des südafrikanischen Musik- und Unterhaltungsformats „Classics is groot“.
Zu Jahresbeginn 2018 übersiedelte Willighagen, nunmehr fast 14-jährig, gemeinsam mit ihrer Mutter und ihrem Bruder nach Südafrika. Als Grund für den Umzug gab ihre Mutter u. a. die mangelnde Anerkennung ihrer Tochter in den Niederlanden an: „Amira wird in Südafrika ernster genommen. In den Niederlanden wird sie von der Elite nicht akzeptiert, sie hält sie nicht für eine echte Opernsängerin.“ Ein weiteres Argument sei die deutlich lockerere Schulpflicht in Südafrika, die es Willighagen erlauben soll, künftig größere Konzerttourneen neben der Schule zu bestreiten.
In Südafrika unterhält Amira Willighagen bereits seit 2014 ein Charity-Projekt namens „Gelukskinders“ (deutsch: Glückskinder). Aus ihren Gagen finanziert sie über die gleichnamige Stiftung Spielplätze für benachteiligte Kinder in den Townships rings um Potchefstroom. Bislang (Stand August 2020) konnten 15 Spielplätze realisiert werden; ein 16. ist in Planung.

## "Best International Female Opera Star 2019"
Im November 2019 wurde Amira Willighagen ihrem Facebook-Account zufolge im Rahmen einer Gala der weitgehend unbekannten Organization for Diplomatic Relations in Neapel, Italien mit dem "International Mediterranean best female opera star 2019 award" bedacht. Geehrt wurde sie demnach gemäß der auf Facebook veröffentlichten Urkunde für "außergewöhnliches musisches Talent" sowie ihre "Entschlossenheit, freundschaftliche Beziehungen und Frieden zwischen den Nationen zu fördern, ungeachtet ihrer politischen Regime, Rasse, Traditionen und Religion". Allerdings existieren keine unabhängigen, verlässlichen Quellen, die die offizielle Vergabe eines solchen Awards bestätigen. Auch ist der künstlerische Wert dieser Auszeichnung fraglich. Die Mediterranean Awards werden alljährlich in Neapel von der durch den Fotografen, Galeristen und Architekten Michele Capasso 1989 gegründeten Fondazione Mediterraneo in verschiedenen Kategorien verliehen mit dem erklärten Ziel, Engagement und Initiative in der internationalen Verständigungs- und Friedensarbeit zu fördern. Amira Willighagen engagiert sich seit 2014 für benachteiligte Kinder in den Townships ihrer südafrikanischen Wahlheimat, indem sie Spielplätze stiftet. Verbindungen der Fondazione Mediterraneo zu professionellen Einrichtungen und Institutionen klassischer Musik bzw. ins Opernfach, die zu einer profunden Beurteilung von Fähigkeiten in diesem Bereich im internationalen Kontext qualifizieren würden, waren bis dato allerdings nicht bekannt. Folglich war auch noch nie zuvor ein Mediterranean Award in der Kategorie "Bester weiblicher Opernstar international" verliehen worden. Zumal Amira Willighagen bislang im Opernfach weder lokal noch international in Erscheinung getreten ist. Willighagen wurde zudem im Rahmen der Event-begleitenden PR auf der Homepage der Organisation weder offiziell als Preisträgerin aufgeführt noch sonst in irgendeiner Weise erwähnt.

## Diskografie
- Amira (2014)
- Merry Christmas (2015)
- With all my heart (2018)